# 가호쿠정 (미야기현)
가호쿠정(河北町)은 일본 미야기현 북동부에 있던 모노군에 속했던 정이다. 2005년 4월 1일에 합병해, 새로운 이시노마키시가 되었다.

## 역사
- 1889년 4월 1일 시정촌제 시행에 따라 현재의 정역에 이노가와 촌, 후타마타촌, 오카와촌, 오야치촌이 성립하였다.
- 1901년 3월 26일 이노가와촌이 정으로 승격하였다.
- 1912년 12월 1일 후타마타촌(二股村)이 한자명을 변경해 후타마타촌(二俣村)이 되었다.
- 1955년 3월 21일 이노가와정, 후타마타촌, 오카와촌, 오야치촌이 합병해 가호쿠 정이 성립한다.
- 1965년 11월 3일 정장이 제정되었다.
- 2005년 4월 1일 이시노마키시, 모노정, 가난정, 기타카미정, 오가쓰정, 오시카정과 합병해 새로운 이시노마키시가 되었다.

## 경제

### 산업
- 산업별 취업인구(2000년 인구조사)
  - 제1차 산업 : 866명 (13.8%)
  - 제2차 산업 : 2,563명 (40.9%)
  - 제3차 산업 : 2,837명 (45.3%)
- 산업별 순생산(1999년)
  - 1차 산업 : 1,740백만엔
  - 2차산업 : 7,071백만엔
  - 제3차산업 : 11,788백만엔

## 교통

### 도로
- 산리쿠 자동차도
- 국도 45호선
- 국도 398호선